# Paecilaema oblonga
Paecilaema oblonga is een hooiwagen uit de familie Cosmetidae.